# Catapotia pilifer
Catapotia pilifer es una especie de coleóptero de la familia Endomychidae.

## Distribución geográfica
Habita en Perú.